# Dębina (Tyszowce)
Dębina – część miasta Tyszowce w Polsce położona w województwie lubelskim, w powiecie tomaszowskim, w gminie Tyszowce.
W latach 1975–1998 miejscowość administracyjnie należała do województwa zamojskiego.
Dębina jest sołectwem w gminie Tyszowce. 